# 弗洛林·奥勒扬·波佩斯库
弗洛林·奥勒扬·波佩斯库（1968年6月29日—），罗马尼亚议员。
波佩斯库2004年至2006年是国家自由党党员，2008至2014年拥有民主自由党党籍。他两次当选罗马尼亚下院议员。
2012年波佩斯库谋求竞选众议院议员时，用炸鸡贿赂选民。据查，当时他利用职务便利从一家食品公司得到60吨炸鸡，随后在2012年4月5日派志愿者将炸鸡装上卡车，运送到多个地点，分发给选民。据说，当时有数千选民收到了他的炸鸡，波佩斯库也成功当选。外界称他为“炸鸡议员”。后来，鸡肉生产商举报他贿选。2016年3月，案件审判之前，波佩斯库辞去了众议员职位，表示这是为了维护众议院的清誉。法院后来判决波佩斯库贿选罪名成立，判处有期徒刑两年，不得假释。波佩斯库的上诉请求被法院驳回。
波佩斯库已婚，有两个女儿。